# Diaboloproject

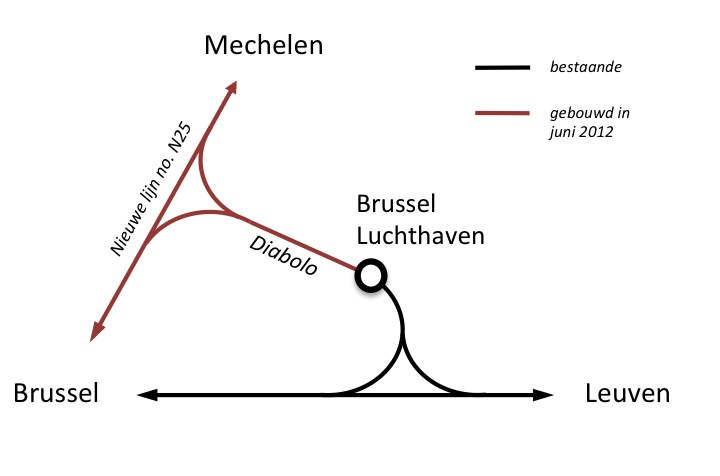

Het Diaboloproject was in 2007-2012 het project van de Belgische spoorwegbeheerder Infrabel voor de noordelijke spoorontsluiting van de nationale luchthaven Brussels Airport. Het ondergrondse station in de luchthaven sluit daardoor rechtstreeks aan op de grote assen van het Belgische spoorwegnet en diverse Europese steden (Amsterdam, Parijs en Frankfurt).
Infrabel refereerde zowel voor de aanleg van Spoorlijn 25N, voor de Bocht van Nossegem, als voor de noordelijke ontsluiting naar de term Diaboloproject. De naam verwijst naar de diabolo, omdat de spoorlijn met de vier aansluitingsbogen enigszins die vorm heeft.

Op 7 juni 2012 werd het Diaboloproject met een speciale trein met onder meer passage van de nieuwe spoorwegtunnel door Koning Albert II officieel geopend. Hiervoor werd symbolisch op de knop gedrukt. Op 10 juni 2012 vond de eerste rechtstreekse treinrit plaats tussen Mechelen en de luchthaven.
Het Diaboloproject werd gebouwd als publiek-private samenwerking, waarbij de kosten voor de bouwwerken werden betaald door private partners, die in ruil daarvoor zekerheid kregen op jaarlijkse inkomsten. Later kwam er kritiek op dit wurgcontract.

## Onderdelen

### Spoorlijn 25N

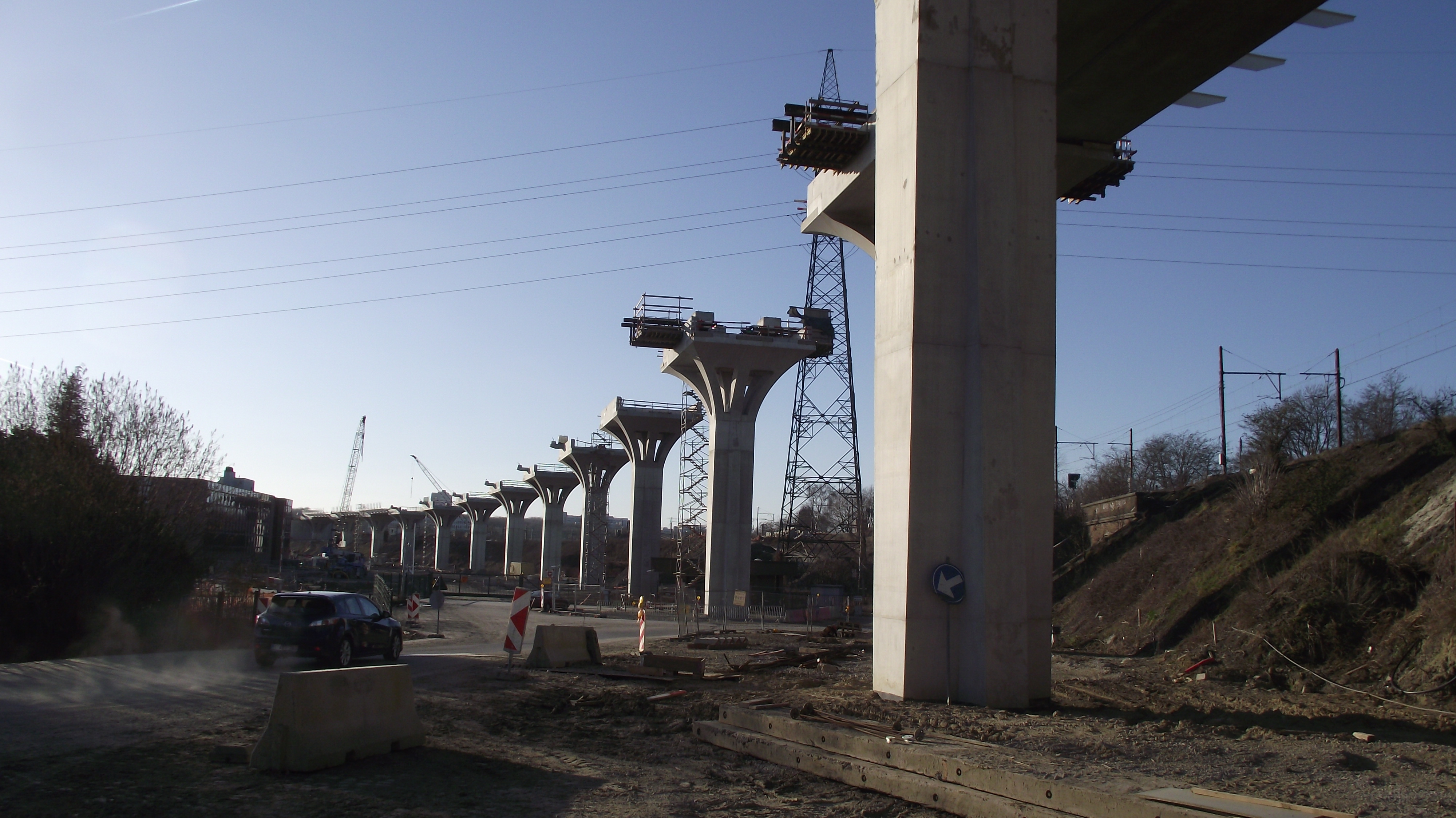
Viaduct in aanbouw in Haren ten noorden van de stelplaats van Infrabel van Schaarbeek

De nieuwe spoorlijn 25N tussen Schaarbeek en Mechelen op de brede middenberm van de A1/E19 tussen Brussel en Mechelen werd volledig gefinancierd door Infrabel. De kosten werden geschat op 250 miljoen euro. Wel kwam de Europese Unie gedeeltelijk tussen met een subsidiëring voor de uitbouw van het Belgische hsl-netwerk. Voor de periode 2004-2007 werd 3 miljoen euro toegekend, voor de periode 2007-2013 nog eens 15 miljoen euro.
Spoorlijn 25N vertrekt vanuit Schaarbeek als aftakking van de bestaande spoorlijn 36N. Vandaar vertrekt een nieuw traject dat aansluiting vindt op de middenberm van de A1/E19 langs de deels ongebruikte verkeerswisselaar van Machelen. De aanleg van de spoorbedding startte in juli 2007. Vlak voor afrit 10 Mechelen-Zuid van de A1/E19 verlaat de lijn 25N dan de middenberm van de autosnelweg om door middel van een viaduct over de rijstrook richting Antwerpen aan te sluiten op de bestaande spoorlijnen 25 en 27 richting Station Mechelen.
De nieuwe spoorlijnen zijn uitgerust met het Europese beveiligingssysteem ETCS.

### Noordelijke ontsluiting

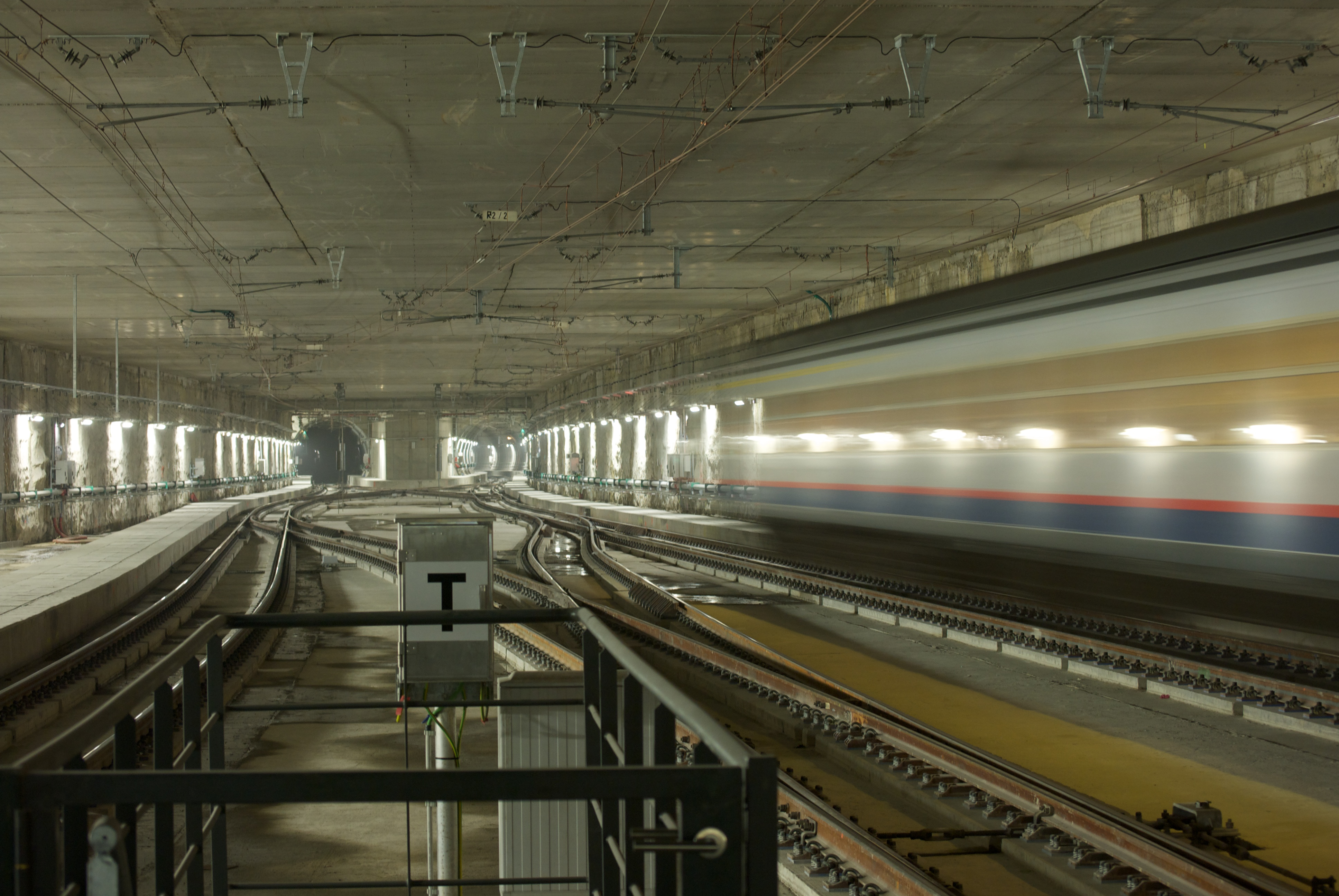
Diabolotunnel gezien vanaf het perron van het station Brussels Airport-Zaventem

De spoorlijn 36C werd vanuit het Station Brussels Airport-Zaventem verlengd met een ondergrondse, noordelijke verbinding die aansluit op spoorlijn 25N.
Deze constructie werd door een publiek-private samenwerking (PPS) gefinancierd. De PPS werd op 28 september 2007 ondertekend. De infrastructuurbeheerder werkt samen met twee private investeerders, zijnde het Australische Babcock & Brown en het Duitse HSH Nordbank AG. De werken begonnen ook in de herfst van 2007. Sinds september 2013 zijn alle aandelen van Northern Diabolo in handen van International Public Partnerships (IPP), een grote Britse investeerdersgroep.
De privéstructuur Northern Diabolo nv belastte zich met de aanleg, de financiering en de onderhoudskosten van de infrastructuur op het terrein van de luchthaven tot aan de E19-autosnelweg. Het gaat om de verlenging van het bestaande station, en twee enkelsporige geboorde tunnelkokers van elk 1070 meter onder het luchthaventerrein, de ondergrondse doortocht van Brucargo en de aansluiting op spoorlijn 25N. Deze aansluiting vanuit de luchthaven met zowel een spoorbocht richting Brussel als een spoorbocht richting Mechelen gebeurt door middel van een ondergrondse spoorwegvertakking die onder afrit 12 Vilvoorde/Brucargo van de A1/E19 loopt.
Op 14 januari 2009 kwam de 65 meter tunnelboormachine gedemonteerd aan in Machelen. De eerste van de twee geboorde tunnelkokers met een externe diameter van negen meter is geboord van maart tot juni 2009. De tweede koker is geboord van augustus tot november 2009. Met een boordiepte van 16,5 meter onder de taxi- en landingsbanen blijven alle banen van de luchthaven permanent in dienst.

## Kosten
De totale kosten van de aanleg, begroot op 540 miljoen euro, zouden zijn opgelopen tot 678 miljoen euro.
Gedurende 35 jaar, vanaf de oplevering in 2012, zal de projectvennootschap het traject ter beschikking stellen van Infrabel als beheerder van de infrastructuur. De private partners dragen in deze constructie bouwrisico (respecteren van de bouwkosten, en de opgelegde bouwtermijn) en vraagrisico (hoogte van de inkomsten). Na de periode van 35 jaar (in 2047) zal Infrabel voor een symbolische som eigenaar worden van de infrastructuur.
Gedurende die periode zal Northern Diabolo nv een jaarlijkse vergoeding ontvangen. Deze vergoeding (Wet van 30 april 2007) bestaat uit een vaste component van 9 miljoen euro, die jaarlijks wordt geïndexeerd, en twee variabele componenten: 0,5% van de tariefontvangsten van de reizigers Belgisch binnenlands verkeer, en een bedrag van € 3,80 per reiziger die de spoorweginfrastructuur van en naar Brussels Airport gebruikt, dit is de diabolotoeslag.
Op 23 januari 2008 nam Infrabel samen met de private partners de prijs voor ‘Transport Deal of the Year’ van het financieel tijdschrift PFI Magazine in ontvangst voor de PPS-constructie waarmee het Diaboloproject deels wordt gefinancierd. Vooral de complexe structuur van het project werd door de jury gewaardeerd. Echter krijgt de regeling ook veel kritiek door de hoge Diabolotoeslag die reizigers naar de luchthaven moeten betalen en die duurzaam reizen naar de luchthaven op die manier net ontmoedigt.

## Inkomsten
Een consortium van Babcock & Brown (75%) en HSH Nordbank (25%) deed de investering, en kreeg hiervoor een 40-jarige concessie vanaf september 2007.

### Diabolotoeslag
De diabolotoeslag is het bedrag (initieel € 3,80 en indexeerbaar) dat reizigers extra moeten betalen om per trein van of naar het station Brussels Airport te reizen, met als expliciete uitzondering abonnementen voor woon-werkverkeer). Dit werd later verhoogd tot € 4,44. Op 1 februari 2014 werd de prijs zo € 5,07 per reiziger. In 2025 is dit € 6,90 per reiziger (enkele rit).
Reizigers die de treinverbinding gebruiken, maar niet in Brussels Airport op- of afstappen, hoeven de diabolotoeslag niet te betalen. Daarvan maakten sommige reizigers naar de luchthaven gebruik om eveneens aan de toeslag te ontsnappen (bv. door een biljet te kopen tussen Antwerpen en Brussel, met de Beneluxtrein te reizen, en in de luchthaven af te stappen). Sinds 1 juni 2015 zijn deze doorgangen uitgerust met toegangspoortjes om dit tegen te gaan.
In "Senior"-heen-en-weerbiljetten van en naar Brussels Airport is de diabolotoeslag één keer inbegrepen; om gebruik te maken van het terugbiljet moet er één diabolotoeslag apart voor worden gekocht.

## Kritiek
Begin 2024 kwam er kritiek op het contract waarmee het Diaboloproject was gebouwd. Door de continu stijgende prijzen steeg de kostprijs van de verbinding tot bijna een half miljard euro. Er was kritiek op het dure contract, de vertrouwelijkheidsclausules, en de onmogelijkheid om uit het contract te stappen.